# Callichroma velutinum
Callichroma velutinum är en skalbaggsart som först beskrevs av Fabricius 1775.  Callichroma velutinum ingår i släktet Callichroma och familjen långhorningar.
Artens utbredningsområde är:
- Guyana.
- Surinam.
- Venezuela.

Inga underarter finns listade.

## Bildgalleri

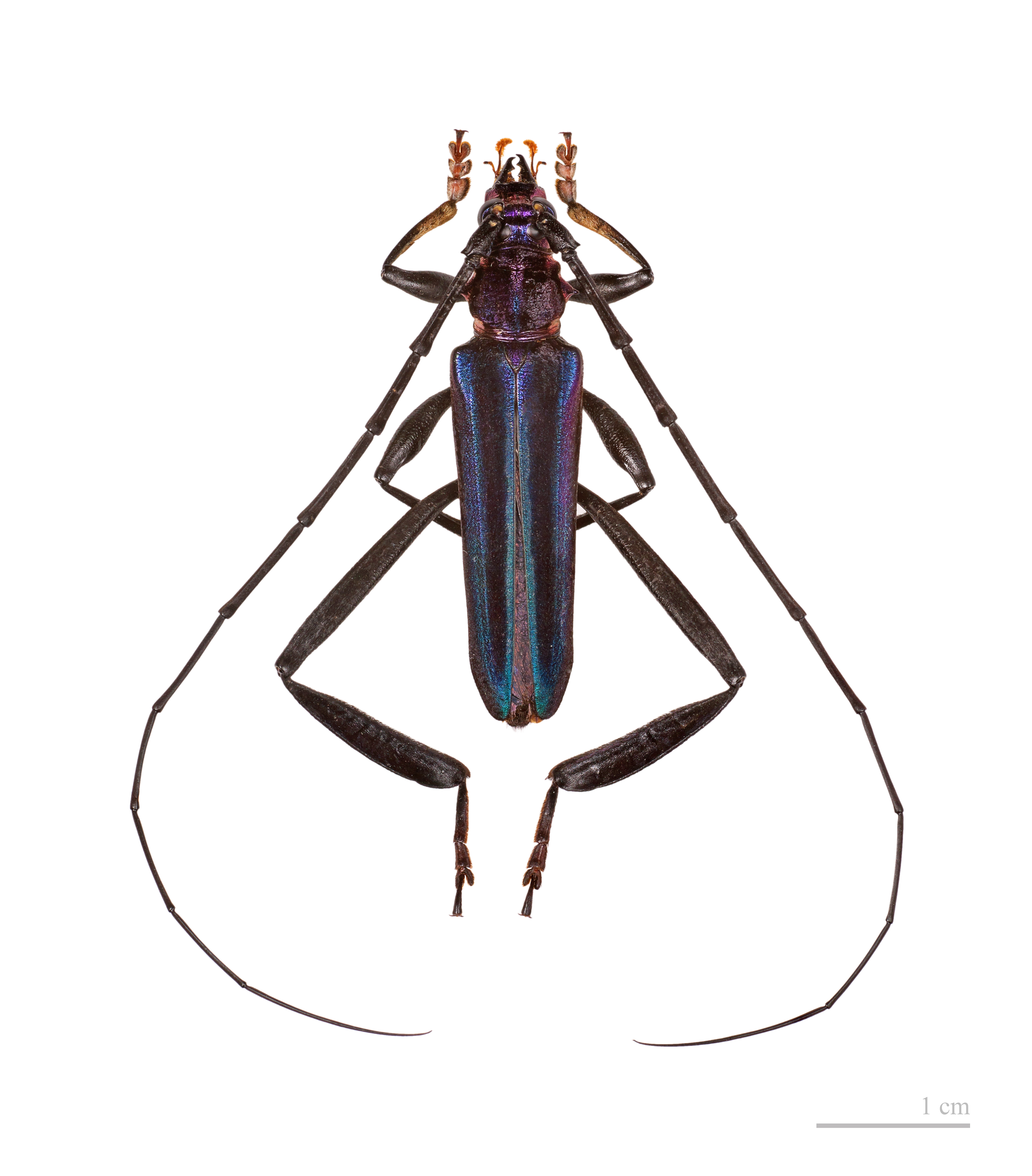